# The Opposition
The Opposition – angielska grupa rockowa, założona w Londynie w 1979 z inicjatywy Marka Longa i Marcusa Bella, do których dołączył Ralph Hall.

## Historia
Zespół od początku charakteryzowała idea niezależności i opozycji wobec przemysłu muzycznego, stąd też pochodzi nazwa The Opposition. Pierwszy singiel, Very Little Glory grupa wydała w 1979 w niezależnej wytwórni Double Vision Records. New Musical Express określił piosenkę jako nagraną zanim przyszedł jej czas. Początkowo muzyka zespołu skupiała się wokół post-punka i nowej fali z elementami reggae.
Pierwsza płyta Breaking The Silence wydana została nakładem zespołu w 1981. Trzy następne ukazały się w latach 1983-1985 po czym zespół zawiesił działalność na okres 3 lat. Markus Bell i Mark Long przenieśli się w tym czasie do Stanów Zjednoczonych i występowali jako duet So. Pod szyldem So wydali bardziej komercyjny album: Horseshoe In The Glove oraz single Are You Sure? i Would You Die For Me. Teledysk do utworu Are You Sure? został wybrany teledyskiem miesiąca w MTV, zaś singiel dotarł do 30. miejsca na amerykańskich listach sprzedaży.
W 1990 po powrocie ze Stanów zespół wydał płytę Blue Alice Blue, która zawierała utwory, które nie ukazały się wcześniej, a także piosenki So, które bardziej pasowały do stylistyki The Opposition. Płyta War Begins At Home wydana w 1994 zbliżała zespół do stylistyki sceny manchesterskiej, łączyła jednocześnie tradycje różnych kultur (m.in. afrykańskiej). Kilka utworów stanowiło hołd dla ulubionych zespołów np. Love Love Love - dla The Beatles.
Zespół mający niewielką popularność w Wielkiej Brytanii stał się znany w Polsce w połowie lat 80. gdy w radiu pojawiały się jego utwory (m.in. 5 minutes na Liście Przebojów Trójki w 1986). W latach 1993–1994 Marcus Bell z The Opposition współpracował z polskim zespołem Mancu. Był producentem muzycznym drugiej płyty Mancu Twój wstyd (1994) i wystąpił na niej gościnnie.
Wydana tylko w Polsce w 2001 płyta kompilacyjna Sissy Light zawierała utwór The Opposition: Already Out There.
W 2003 The Opposition wydało płytę Blinder.
W 2005 ukazała się płyta Farewell To Storyville zespołu Storyville, który tworzyli Mark Long i Lol Ford.
Pod nazwą The Oposition tworzy także Marcus Bell. W 2011 r. ukazał się album Love & Betrayal.

## Skład
- Mark Long – gitara, śpiew
- Marcus Bell – gitara basowa, programowanie

## Dyskografia
- Breaking The Silence (1980, reedycja w 2001)
- Intimacy (1983)
- Promises (1984, reedycja w 1990)
- Empire Days (1985, reedycja w 1990)
- Blue Alice Blue (1990)
- 81/82 (1991)
- War Begins At Home (1993)
- Blinder (2003)
- New York, Paris, Peckham live (2004)
- Lost Album (2005, kompilacja nagrań)